# 浮田恵梨子
浮田 恵梨子（うきた えりこ、1996年12月6日 - ）は、日本の女優、モデル。
兵庫県神戸市出身。株式会社シュルー所属。

## 出演

### CM・広告
- ソニー銀行 SONY BANK WALLET「松木さん解説」篇（2020）
- ブラックサンダー「それもありでしょ？バレンタイン」（2021）
- NewsPicks（2022）
- マクドナルド Web（2021）
- 富士フイルム instax チェキ「クリスマスプレゼント」篇（2021）
- 小林製薬「アットノン」（2021）
- オダケホーム メインビジュアル（2021）[1]
- au PAYカード（2021）
- ワコール「おうちで相談 おうちでピッタリ ワコールウェブストア」篇（2021）
- Google「スイッチしよう Chromebook - 最短 6 秒起動篇」（2022）
- よつ葉 北海道アイスクリーム「もっと選べる時代へ」篇（2022）
- カネボウ KATE「スーパーシャープライナー」（2022）
- CDエナジーダイレクト（2023）
- ニベア花王「8×4アロマスイッチ」web（2023）
- 第一三共ヘルスケア「ロキソニン Sプレミアムファイン」（2023）
- JR東日本 びゅうダイナミックレールパック（2023）

### 映画
- 「あれはたれどき」準主演・原野司役　監督：稲田眞幹（2019）
- 「犬に星」準主演・今日子役　監督：矢内大道（2019）
- 「ooze」主演・村井花役　監督：樋口昴平（2019）
- 「透明の国」坂本桃奈役　監督：嵐あゆみ（2020）
- 「火葬」水川茉莉奈役　監督：樋口慧一（2020）
- 「賽は投げられた」浩子役　監督：森田和樹（2020）
- 「笑ってられるか」乃木初子役　監督：金井久成（2020）
- 「窓越しのキス」ダブル主演・未明役　監督：こだかさり（2020）＊Asia Content Business Summit 最優秀賞受賞

### TVドラマ
- テレビ東京「びしょ濡れ探偵 水野羽衣」第9話（2019）

### 舞台
- 「何百年も前、きっと誰かもこの景色を見たに違いない。」ヒロイン・三枝翔子役　作演出：川上一輝（2019）

### MV
- YUMEGIWA GIRL FRIEND「アウトサイダー」（2019）
- THE PEN「原風景」主演（2020）
- Fog「愛して」（2022）

### その他
- 東北新社／船岡あずさ監督「内緒話」＊JAC AWARD グランプリ（2019）
- 「ひろがれ、わたしのロンド」featuring 高倉大輔（2019）
- BEAMS EC（2020-2022）
- GRANDMA MAMA DAUGHTER EC（2020）
- 振袖大好き！2022-2023（2022-2023）
- Liilas EC（2021）
- ironari 22ss Collection（2022）